# Hud, syn farmera
Hud, syn farmera (ang. Hud, 1963) – amerykański dramatyczny western w reżyserii Martina Ritta, będący ekranizacją powieści Horseman, Pass By autorstwa Larry’ego McMurtry’ego.
Centralnym tematem filmu jest nieustępliwy konflikt, jaki trwa między tytułowym Hudem a jego ojcem, szanowanym ranczerem Homerem.
Film otrzymał siedem nominacji do Oscara (trzy wygrane) i pięć nominacji do Złotych Globów.

## Obsada
- Paul Newman jako Hud Bannon
- Melvyn Douglas jako Homer Bannon
- Patricia Neal jako Alma Brown
- Brandon De Wilde jako Lon 'Lonnie' Bannon
- John Ashley jako Hermy
- Whit Bissell jako Burris

i inni

## Nagrody i nominacje
- Oscar
  - najlepsza aktorka pierwszoplanowa − Patricia Neal
  - najlepszy aktor drugoplanowy − Melvyn Douglas
  - najlepsze zdjęcia (w filmie czarno-białym) – James Wong Howe
  - nominacja: najlepszy aktor pierwszoplanowy − Paul Newman
  - nominacja: najlepszy reżyser − Martin Ritt
  - nominacja: najlepszy scenariusz adaptowany − Irving Ravetch i Harriet Frank Jr.
  - nominacja: najlepsza scenografia (w filmie czarno-białym) − Hal Pereira, Tambi Larsen, Sam Comer i Robert R. Benton
- Złoty Glob
  - nominacja: najlepszy film dramatyczny
  - nominacja: najlepszy aktor w filmie dramatycznym − Paul Newman
  - nominacja: najlepsza aktorka drugoplanowa − Patricia Neal
  - nominacja: najlepszy aktor drugoplanowy − Melvyn Douglas
  - nominacja: najlepszy reżyser − Martin Ritt

- BAFTA
  - najlepsza aktorka zagraniczna − Patricia Neal
  - nominacja: najlepszy film zagraniczny
  - nominacja: najlepszy aktor zagraniczny − Paul Newman